# Équipe d'Afrique du Sud de rugby à XV à la Coupe du monde 2023
L'équipe d'Afrique du Sud de rugby à XV participe à la Coupe du monde en 2023, pour la huitième fois en dix éditions. À cette occasion, les Springboks remportent leur quatrième titre mondial après 1995, 2007 et 2019, à la suite d'une victoire en finale contre la Nouvelle-Zélande.

## Joueurs sélectionnés

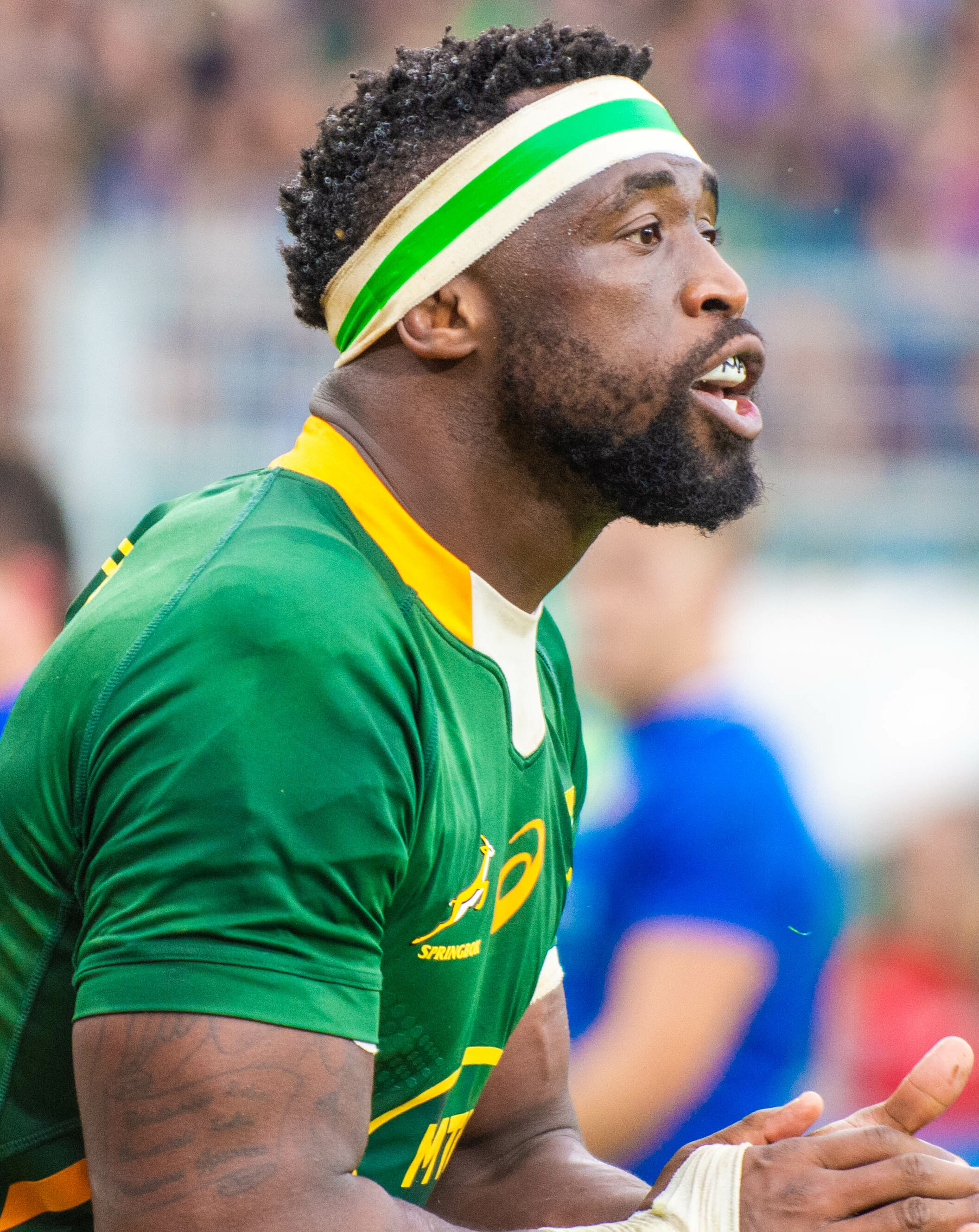
Siya Kolisi.

Le 8 août, le sélectionneur Jacques Nienaber annonce son groupe de trente-trois joueurs pour la défense de leur titre de champion du monde 2019. Plusieurs joueurs cadres sont indisponibles et manquent à l'appel tels que : Lukhanyo Am (blessure au genou), Lood de Jager (infection de la poitrine) et Handré Pollard (blessure au mollet). Le capitaine, Siya Kolisi fait son retour de blessure juste à temps.
Le 14 septembre, Malcolm Marx déclare forfait pour le reste de la Coupe du monde à la suite d'une blessure aux ligaments d'un genou. Trois jours plus tard, bien qu'il n'évolue pas au même poste, Handré Pollard est appelé en remplacement.
Le 2 octobre, Makazole Mapimpi est contraint de déclarer forfait pour le reste de la compétition, il est remplacé par Lukhanyo Am.
| Entraîneur | Entraîneur             | Jacques Nienaber                                                                |
| Avants     | Pilier                 | Steven Kitshoff, Vincent Koch, Frans Malherbe, Ox Nché, Trevor Nyakane          |
| Avants     | Talonneur              | Bongi Mbonambi, Malcolm Marx                                                    |
| Avants     | Deuxième ligne         | Eben Etzebeth, Jean Kleyn, Franco Mostert, Marvin Orie, RG Snyman               |
| Avants     | Troisième ligne aile   | Pieter-Steph du Toit, Deon Fourie, Siya Kolisi , Kwagga Smith, Marco van Staden |
| Avants     | Troisième ligne centre | Duane Vermeulen, Jasper Wiese                                                   |
| Arrières   | Demi de mêlée          | Faf de Klerk, Jaden Hendrikse, Cobus Reinach, Grant Williams                    |
| Arrières   | Demi d'ouverture       | Manie Libbok, Handré Pollard, Damian Willemse                                   |
| Arrières   | Centre                 | Damian de Allende, Lukhanyo Am, André Esterhuizen, Jesse Kriel                  |
| Arrières   | Ailier                 | Kurt-Lee Arendse, Cheslin Kolbe, Makazole Mapimpi , Canan Moodie                |
| Arrières   | Arrière                | Willie le Roux                                                                  |

## Compétition

### Phase de poule
| Rang | Club           | J | V | N | D | Bo | Bd | Pm  | Pe  | Diff | Pts |
| ---- | -------------- | - | - | - | - | -- | -- | --- | --- | ---- | --- |
| 1    | Irlande        | 4 | 4 | 0 | 0 | 3  | 0  | 190 | 46  | +144 | 19  |
| 2    | Afrique du Sud | 4 | 3 | 0 | 1 | 2  | 1  | 151 | 34  | +117 | 15  |
| 3    | Écosse         | 4 | 2 | 0 | 2 | 2  | 0  | 146 | 71  | +75  | 10  |
| 4    | Tonga          | 4 | 1 | 0 | 3 | 1  | 0  | 96  | 177 | -81  | 5   |
| 5    | Roumanie       | 4 | 0 | 0 | 4 | 0  | 0  | 32  | 287 | -255 | 0   |

### Phase à élimination directe

#### Quart de finale
Homme du match :  Bongi Mbonambi
Points marqués :

France :
- 3 essais de Baille (5e, 31e) et Mauvaka (21e)
- 2 transformations de Ramos (5e, 31e)
- 3 pénalités de Ramos (40e, 53e, 72e)

Afrique du Sud :
- 4 essais de Arendse (8e), de Allende (18e), Kolbe (26e) et Etzebeth (66e)
- 3 transformations de Libbok (8e, 26e, 66e)
- 1 pénalité de Pollard (68e)

Évolution du score : 7-0, 7-7, 7-12, 12-12, 12-19, 19-19, 22-19, 25-19, 25-26, 25-29, 28-29
Arbitre : Ben O'Keeffe  
Touche :  James Doleman (en)  / Paul Williams  
Vidéo : Brendon Pickerill (en) 
|  |  |

| France Titulaires 15 Thomas Ramos 14 Damian Penaud 13 Gaël Fickou 12 Jonathan Danty 11 Louis Bielle-Biarrey 10 Matthieu Jalibert 9 Antoine Dupont 8 Grégory Alldritt 7 Charles Ollivon 6 Anthony Jelonch 5 Thibaud Flament 4 Cameron Woki 3 Uini Atonio 2 Peato Mauvaka 1 Cyril Baille Remplaçants 16 Pierre Bourgarit 17 Reda Wardi 18 Dorian Aldegheri 19 Romain Taofifénua 20 François Cros 21 Sekou Macalou 22 Maxime Lucu 23 Yoram Moefana Entraîneur Fabien Galthié |  | Afrique du Sud Titulaires Damian Willemse 15 Kurt-Lee Arendse 14 Jesse Kriel 13 Damian de Allende 12 Cheslin Kolbe 11 Manie Libbok 10 Cobus Reinach 9 Duane Vermeulen 8 Pieter-Steph du Toit 7 Siya Kolisi 6 Franco Mostert 5 Eben Etzebeth 4 Frans Malherbe 3 Bongi Mbonambi 2 Steven Kitshoff 1 Remplaçants Deon Fourie 16 Ox Nché 17 Vincent Koch 18 RG Snyman 19 Kwagga Smith 20 Faf de Klerk 21 Handré Pollard 22 Willie le Roux 23 Entraîneur Jacques Nienaber |

#### Demi-finale
Homme du match :  Handré Pollard
Points marqués :

Angleterre :
- 4 pénalités de Farrell (3e, 10e, 24e, 39e)
- 1 drop de Farrell (53e)

Afrique du Sud :
- 1 essai de Snyman (69e)
- 1 transformation de Pollard (70e)
- 3 pénalités de Libbok (21e) et Pollard (35e, 78e)

Évolution du score : , 12-6,
Arbitre :  Ben O'Keeffe
Touche :  Mathieu Raynal /  Paul Williams 
Vidéo : Brendon Pickerill (en) 
|  |  |

| Angleterre Titulaires 15 Freddie Steward 14 Jonny May 13 Joe Marchant 12 Manu Tuilagi 11 Elliot Daly 10 Owen Farrell 9 Alex Mitchell 8 Ben Earl 7 Tom Curry 6 Courtney Lawes 5 George Martin 4 Maro Itoje 3 Dan Cole 2 Jamie George 1 Joe Marler Remplaçants 16 Theo Dan 17 Ellis Genge 18 Kyle Sinckler 19 Ollie Chessum 20 Billy Vunipola 21 Danny Care 22 George Ford 23 Ollie Lawrence Entraîneur Steve Borthwick |  | Afrique du Sud Titulaires Damian Willemse 15 Kurt-Lee Arendse 14 Jesse Kriel 13 Damian de Allende 12 Cheslin Kolbe 11 Manie Libbok 10 Cobus Reinach 9 Duane Vermeulen 8 Pieter-Steph du Toit 7 Siya Kolisi 6 Franco Mostert 5 Eben Etzebeth 4 Frans Malherbe 3 Bongi Mbonambi 2 Steven Kitshoff 1 Remplaçants Deon Fourie 16 Ox Nché 17 Vincent Koch 18 RG Snyman 19 Kwagga Smith 20 Faf de Klerk 21 Handré Pollard 22 Willie le Roux 23 Entraîneur Jacques Nienaber |

#### Finale
| 28 octobre 2023 21 h 0 UTC+02:00 | Nouvelle-Zélande                                                             | 11 - 12 (6 - 12) | Afrique du Sud                                     | Stade de France, Saint-Denis 80 065 spectateurs Arbitre : Wayne Barnes |
| 28 octobre 2023 21 h 0 UTC+02:00 | Essai(s) : 1 Beauden Barrett (58e) Pénalité(s) : 2 Richie Mo'unga (17e, 38e) | Rapport          | Pénalité(s) : 4 Handré Pollard (3e, 13e, 19e, 34e) | Stade de France, Saint-Denis 80 065 spectateurs Arbitre : Wayne Barnes |
| 28 octobre 2023 21 h 0 UTC+02:00 |                                                                              | Rapport          |                                                    | Stade de France, Saint-Denis 80 065 spectateurs Arbitre : Wayne Barnes |

Homme du match : Pieter-Steph du Toit 
Points marqués :
Nouvelle-Zélande :
- 2 pénalités de Mo'unga (17e, 38e)
- 1 essai de B.Barrett (58e)

Afrique du Sud :
- 4 pénalités de Pollard (3e, 13e, 19e, 34e)

Évolution du score : 0-3, 0-6, 3-6, 3-9, 3-12, 6-12 mt, 11-12
Arbitre : Wayne Barnes  
Touche : Matthew Carley  / Karl Dickson  
Vidéo : Tom Foley 
|  |  |

| Nouvelle-Zélande · Titulaires · 15 Beauden Barrett 58e · 14 Will Jordan 71e · 13 Rieko Ioane · 12 Jordie Barrett · 11 Mark Telea · 10 Richie Mo'unga 75e · 9 Aaron Smith 66e · 8 Ardie Savea · 7 Sam Cane 29e · 6 Shannon Frizell 3e à 13e 55e · 5 Scott Barrett · 4 Brodie Retallick 71e · 3 Tyrel Lomax 66e · 2 Codie Taylor 66e · 1 Ethan de Groot 66e · Remplaçants · 16 Samisoni Taukei'aho 66e · 17 Tamaiti Williams 66e · 18 Nepo Laulala 66e · 19 Sam Whitelock 55e · 20 Dalton Papali'i 71e · 21 Finlay Christie 66e · 22 Damian McKenzie 75e · 23 Anton Lienert-Brown 71e · Entraîneur · Ian Foster |  |  | Afrique du Sud · Titulaires · 66e Damian Willemse 15 · Kurt-Lee Arendse 14 · Jesse Kriel 13 · Damian de Allende 12 · 74e à 81e Cheslin Kolbe 11 · Handré Pollard 10 · Faf de Klerk 9 · 58e Duane Vermeulen 8 · Pieter-Steph du Toit 7 · 73e 46e à 56e Siya Kolisi 6 · 52e Franco Mostert 5 · 58e Eben Etzebeth 4 · 66e Frans Malherbe 3 · 4e Bongi Mbonambi 2 · 52e Steven Kitshoff 1 · Remplaçants · 4e Deon Fourie 16 · 52e Ox Nché 17 · 66e Trevor Nyakane 18 · 58e Jean Kleyn 19 · 52e RG Snyman 20 · 58e Kwagga Smith 21 · 73e Jasper Wiese 22 · 66e Willie le Roux 23 · Entraîneur · Jacques Nienaber |